# Борисови

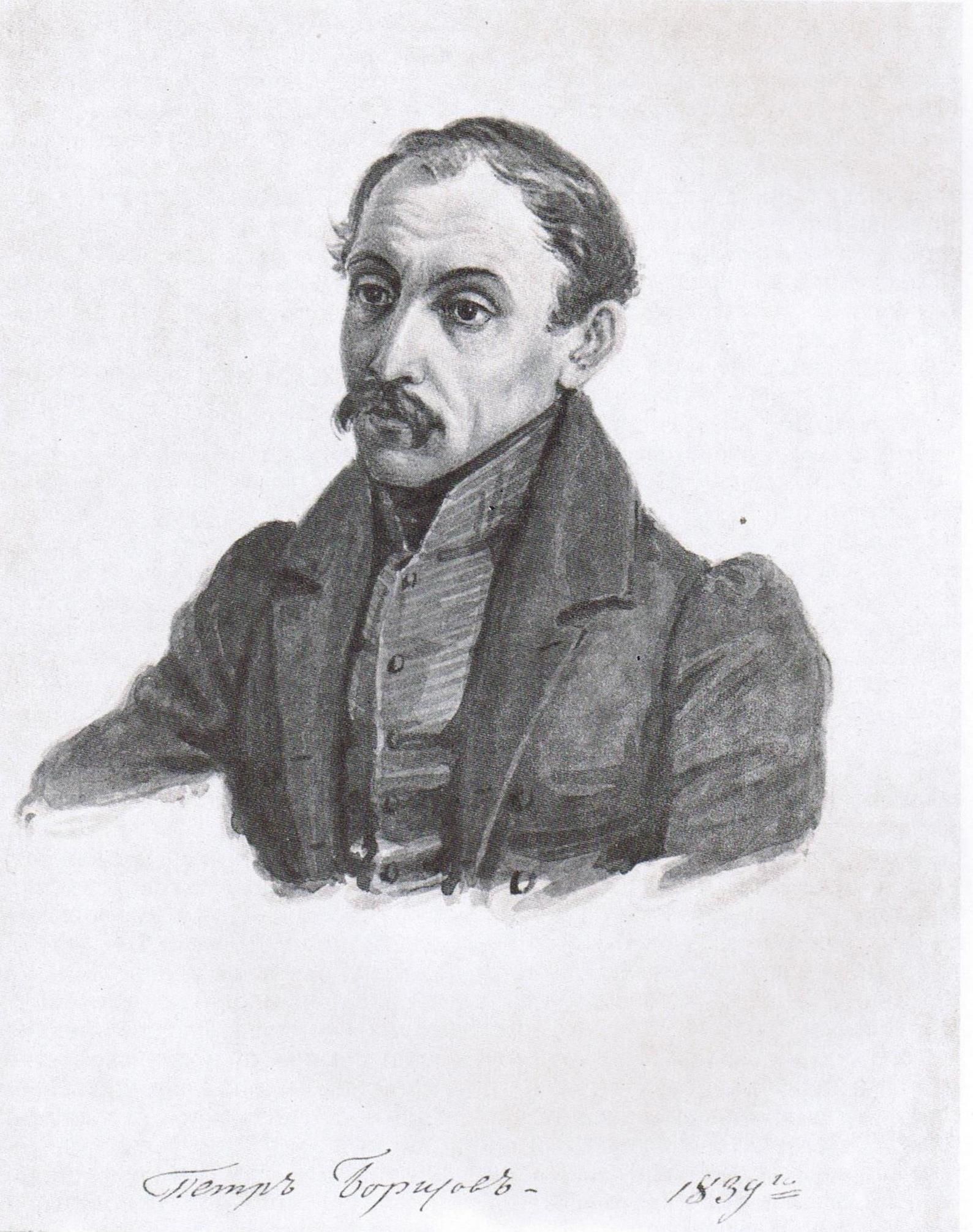
Петро Іванович Борисов

Борисови, брати Андрій Іванович (* 1798 — † 12 жовтня 1854) і Петро Іванович (* 1800 — † 12 жовтня 1854) — декабристи.

## Біографія
Походили з дрібних дворян Слобідсько-Української губернії. Народилися в  Севастополі в сім'ї викладача кадетського корпусу Івана Андрійовича Борисова (1826 року він, відставний майор Чорноморського флоту мав 68 років і мешкав разом із дружиною, двома доньками та ще одним сином у Боромлі Охтирського повіту) та Параски Омелянівни Дмитрієвої.
Отримали домашню освіту. 1816 року вступили на службу до артилерійської бригади юнкерами. 1823 року Андрій вийшов у відставку, а Петро продовжував служити.
В 1818 році заснували в Решетилівці Полтавської губернії таємне «Товариство першої згоди», того ж року перейменоване ними на «Товариство друзів природи». В 1823 разом з учасником польського руху  Люблінським Юліаном Казимировичем створили в Новограді-Волинському Товариство об'єднаних слов'ян, політичною програмою якого було скасування кріпацтва і створення республіканської федерації слов'янських держав («Катехизис» товариства уклав Петро Борисов). Головою товариства був обраний Петро Борисов. У вересні 1825 Товариство об'єднаних слов'ян влилося в Південне товариство  декабристів. Брали участь в агітації військ за повстання. Після поразки повстання Борисових було заарештовано (Андрія — в Буймері, а Петра — у 8-й артилерійській бригаді).
22 липня 1826 засуджені на довічну каторгу, причому в особливу вину їм ставилася готовність знищити імператорську родину. 3 вересня того ж року термін відбування каторги був скорочений до 20 років із подальшим довічним поселенням у Сибіру. 4 серпня у кайданих відправлені до Сибіру, прибули до Іркутська 11 вересня. Місце відбування каторги неодноразово змінялося (Олександрівська гуральня, знов Іркутськ, Благодатний рудник,  Читинський остріг,  Петровський завод). Термін каторги ще раз було зменшено до п'ятнадцяти років (у 1832) та до тринадцяти (у 1835). За указом від 22 липня 1839 вийшли на поселення в село Подлопатки Верхньоудинської округи Іркутської губернії, а звідти — до Малої Разводно́ї.
Багато зробили для вивчення природи (особливо флори) Сибіру. Збирали гербарії в околицях місць свого ув'язнення, навіть ще перебуваючи в кайданах. Петро Борисов як художник-аквареліст залишив багато замальовок місцевих рослин, а також птахів і комах. Ці малюнки й досі вивчаються дослідниками.
Андрій Борисов захворів психічно і, коли Петро раптово помер, скінчив життя самогубством, розуміючи, що сам буде нездатен вижити.
Могили братів у селі Велика Разводна були загублені, і при будівництві Іркутської ГЕС кладовище, де їх поховано, опинилося під водою.

## Виноски
1. ↑  Див., наприклад: Естественно-научное наследие декабриста П. И. Борисова. Москва: Наука, 2002.